# Dopo (vestimenta)
El dopo es una variedad de po, o sobre todo, en hanbok, el vestido tradicional coreano que fue usado en su mayoría por hombres eruditos confucionistas llamados seonbi, a partir de mediados del período Joseon. Los seonbi lo usaron como su vestimenta diaria, también los funcionarios del gobierno lo utilizaron en su vida privada. Hay varias especulaciones sobre el origen del dopo. Según documentos históricos, tales como Seongho saseol (성호사설), Ojuyeon munjang jeonsango (오주연 문장 전산고), la prenda fue influenciada por el budismo. Los autores afirman que el dopo fue originalmente una túnica de monje, denominada gwontu (권투 圈套) que era idéntica a la jangsam, otra prenda de vestir característica de los monjes.